# ハッサン・ダヒル・アフクラク
ハッサン・ダヒル・アフクラク (Hassan Dahir Afqurac, Xasan Daahir Maxamuud Afqurac) は2005年1月から2009年1月までプントランドの副大統領。

## 出身
アフクラクはソマリ人で、デュルバハンテ氏族のモハムド・ガラド支族:67、エリガボ市出身。旧ソマリア政権崩壊前にはソマリア海軍の上級将校だった。プントランド建国後はプントランド議員となり、副大統領になる前は議会の第2副議長だった。

## プントランド副大統領
2005年1月、プントランド大統領選、副大統領選が行われ、大統領にマハムド・ムセ・ヘルシが当選した。アフクラクは議会の第2副議長を辞任して副大統領に立候補し、当選した。それまでの副大統領は、プントランド建国以来ずっと、デュルバハンテ氏族の少数派カヤード支族出身の、マハメド・アブディ・ハシだった。一方で、デュルバハンテの2大支族はモハムド・ガラドとファラー・ガラドであり、モハムド・ガラド出身のアフクラクが副大統領になったことにより両支族の力の均衡が崩れ、ファラー・ガラド支族は反発した:67:412。
2005年11月、プントランドの子供の間で麻疹（はしか）が流行したため、プントランドはWHOなどと協力してワクチン接種キャンペーンを実施し、アフクラク副大統はワクチン接種の重要性を訴えた。
2007年4月9日、ソマリランドとプントランドの紛争地帯にある町ダハールにて、プントランド派の民兵とソマリランド軍が衝突し、12日にソマリランド軍がダハールを占領した。しかしこの際は、ソマリランド国防相の命令でソマリランド軍は撤退した。この撤退理由は謎とされており、直後にソマリランド国防相が解任されている。この事件に関してアフクラク副大統はボサソで行われた会議にて、モガディシュの住民がソマリランドと共謀していたとして非難。
2007年9月、ファラー・ガラド支族出身のプントランド内務長官アフメド・アブディ・ハブサデがプントランドから独立する動きを見せたので、ヘルシ大統領はハブサデを内務長官から解任した。するとハブサデはソマリランドに転身し、10月にソマリランド軍をデュルバハンテ氏族居住地域の最大都市ラス・アノドに引き入れた:68。以後、ラス・アノドは2021年現在に至るまでソマリランドが一貫して支配することとなり、ラス・アノドの周囲の都市も少しずつソマリランド軍に占領されつつある。なお、ハブサデ自身は2014年にプントランドに復帰。
2008年3月、ソマリランドのカヒン大統領は、プントランドと領有権を争っている地域を含めて、ソマリランドに新しい地域と地区を設けると発表。アフクラク副大統領はこれを批判。
2008年4月、アフクラク副大統領はエチオピアを訪問して病気療養。その間もエチオピア政府関係者との打ち合わせを行い、ジブチにも訪問している。8月4日にプントランドに帰国。
2008年11月、カルドで行われたダロッド氏族の族長の就任式に出席。

## その後
2009年1月、プントランドで大統領、副大統領の改選が行われ、副大統領にはアブディサマド・アリ・シレが選出された。ヘルシ大統領とアフクラク副大統領は、任期を満了し、そして延長しなかった、プントランドで初めての首脳となった。その任期はアフクラクらの辞任後も守られ続けている。また、プントランドの首脳経験者には年金が与えられることとなり、その初めての例になった。
2010年2月、スール地域のBuro Wadalで10日間にわたって行われたSSC地域会議に出席。
2013年1月21日、アフクラクはケニアのナイロビの病院で肝臓の病気のため死去。死ぬまでの6年間、プントランド衆議院の議員だった。